# Viola da gamba

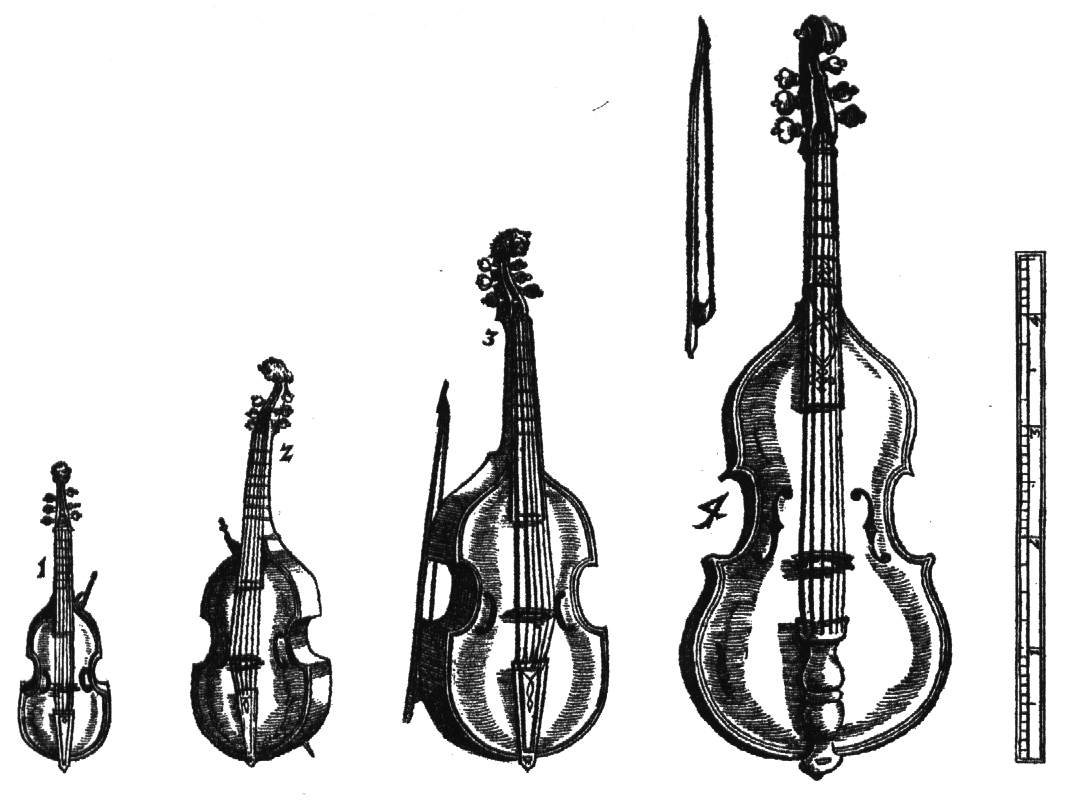
Gambák különböző méretű változatai (1–3) és a basszusgamba, avagy violone

A viola da gamba (olasz elnevezés, magyar fordítása kb. ’térdhegedű’) vagy röviden gamba, esetleg viol (angolul) egy vonós hangszer, amely hat, egymástól kvartra (középen egyikük tercre hangolt) hangolt húrral van ellátva. A hangszer egyenesen a vihuelától és a rebektől származik, kb. 1400 körül fejlődött ki, a reneszánsz, illetve barokk zene egyik fő hangszere volt.
A gamba megnevezést használhatjuk a konkrét hangszer, de a teljes gamba család megnevezésére is.

## A gambák története
A gambák gyökerét a vihuelánál kereshetjük. A hangszer valószínűleg úgy alakult ki, hogy egyesek a hangszerüket vonóhúzással szólaltatták meg, pengetés helyett. Ez a folyamat egy teljesen új hangszer kifejlődéséhez vezetett, ami igen szoros rokonságban állt a vihuelával: a lapos hátlap, az érintők és az íves húrláb, a különbség csak annyi, hogy ez már vonós hangszer, nem pengetős (a hangszer spanyol neve ezért vihuela de arco). Később a ferde, a mai csellóéhoz hasonló tartásra változott, innen a térdhegedű megnevezés.
Nevének fordításával ellentétben csak távoli rokona a hegedűcsaládnak, bár néhány írás szerint a gambák a mai modern hegedűcsalád tagjainak az előfutárai; ez nem így van, mert a hegedű és társai sok mindenben különböznek a gambáktól (lásd viola da braccio).
Az egyik legkorábbi ábrázolása egy Lorenzo Costa által készített oltáron van, amely a bolognai San Giovanni in Monte templomában van. Ezt a képet, amelyen két gyerek gambázik, 1497-re datálják.
A 17. század végére a gambák kezdtek teljesen kiveszni (még körülbelül egy évszázadig mint műkedvelő hangszer maradtak meg), egyedül basszus változata, a violone maradt fenn tovább.

## Főbb művek gambákra
- John Dowland, William Byrd, John Jenkins, William Lawes, Henry Purcell: Művek konzortokra (gambaegyüttesekre)
- Johann Sebastian Bach: Szonáták gambára, 6. Brandenburgi verseny
- Karl Friedrich Abel: Gambaversenyek
- Marin Marais: Művek gambá(k)ra

## Felépítése

### Különbségek a hegedűcsalád és a gambacsalád tagjai között
- Fogólap: a gambáknak 6–7 húrja van a 4 helyett, a húrok kvartonként vannak hangolva, nem kvintenként. A gambákon ezenfelül megtalálhatóak a gitárra jellemző érintők is.
- Láb: a gamba húrlába kevésbé ívelt, ezért könnyebb rajta akkordokat játszani.
- Hanglyuk: eltérő formájú, F-lyuk helyett a gambán C-lyuk található
- Tető- és hátlapok: a hegedűcsaládnál íveltek, a gambáknál a hátlap sík.

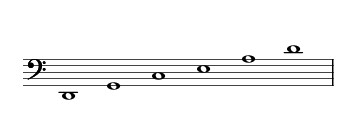
A legelterjedtebb gamba hangolása

### Méretek és hangolás
A 16–18. században épített viola da gambák összesen hét nagy csoportra oszthatók méret és hangolás szerint:
- A sopranino viola da gamba hangolása: g, c1, e1, a1, d2, g2
- A szoprán viola da gamba hangolása: d, g, c1, e1, a1, d2
- Az alt viola da gamba hangolása: A, d, g, h, e1, a1
- A tenor viola da gamba hangolása: D, G, c, e, a, d1
- A basszus viola da gamba hangolása: A1, D, G, H, e, a; de előfordultak ennél egy nagyszekunddal, illetve kis terccel mélyebb változatok is. Az előbbiek alaphangja G1, az utóbbié Fisz1 volt. A G hangolású basszus viola da gambák között előfordult, hogy a terc távolság nem a 3. és 4., hanem a 2. és 3. legmélyebb húr közé került.
- A kontrabasszus viola da gamba hangolása: D1, G1, C, E, A, d; előfordultak öt-, illetve hathúros változatok is E1 alaphanggal, terctávolság nélkül, csak kvartokra hangolt húrokkal.
- A szubkontrabasszus viola da gamba csak öt húrral volt felszerelve, ezek hangolása: D1, E1, A1, D, G

|                          | sopranino ~    | szoprán ~   | alt ~                                                   | tenor ~        | basszus ~    | kontrabasszus ~                         | szubkontrabasszus ~   |
| ------------------------ | -------------- | ----------- | ------------------------------------------------------- | -------------- | ------------ | --------------------------------------- | --------------------- |
| 16. századi elnevezés    | -              | diszkant ~  | alt ~ és tenor ~ (méretbeli különbség, azonos hangolás) | tenorbasszus ~ | -            | -                                       | -                     |
| Praetorius szerint       | -              | -           | cant ~ vagy violetta picc(i)ola                         | tenoralt ~     | kisbasszus ~ | violone, nagybasszus ~, kontrabasszus ~ | nagyon nagy basszus ~ |
| 17–18. századi elnevezés | pardessus de ~ | dessus de ~ | -                                                       | basse de ~     | -            | -                                       | -                     |

A hangolást különböző zenetörténészek máshogy ítélik meg. A legelfogadottabbak Michael Praetorius Syntagma Musiciumjában, illetve Jambe de Fer: Zene összegzése című művében található.